# كريستل ستيوارت
كريستل داناي ستيوارت (بالإنجليزية: Crystle Stewart)‏ (ولدت في 20 سبتمبر 1981) ممثلة، مضيفة تلفزيونة، وعارضة أزياء أمريكية، حاملة لقب مسابقة ملكة جمال والتي توجت به عن مسابقة ملكة جمال الولايات المتحدة 2008 . ظهرت في مسلسل تلفزيوني كوميدي درامي تايلر بيري للأفضل أو للأسوأ.

## روابط خارجية
- كريستل ستيوارت على موقع IMDb (الإنجليزية)
- كريستل ستيوارت على موقع قاعدة بيانات الفيلم (الإنجليزية)
- الموقع ملكة جمال تكساس الولايات المتحدة الأمريكية الرسمي
- Crystle Stewart's modeling agency portfolio site